# Khoa học, công nghệ và xã hội
Khoa học và công nghệ luận hay khoa học, công nghệ và xã hội (STS) là lĩnh vực nghiên cứu về tương tác qua lại giữa văn hóa, xã hội, chính trị với nghiên cứu khoa học và đổi mới công nghệ.

## Lịch sử
Như hầu hết các chương trình liên ngành, STS nổi lên từ nơi hợp lưu của một loạt các chuyên ngành và tiểu chuyên ngành, tất cả đều đã phát triển một sự quan tâm—điển hình, trong suốt thập niên 1960 và 1970—trong việc nhìn khoa học và công nghệ như các hoạt động xã hội. Các bộ môn quan trọng của STS đã hình thành một cách độc lập, bắt đầu vào những năm 1960, và phát triển trong sự cô lập với nhau cho đến tận những năm 1980, mặc dù chuyên khảo của Ludwik Fleck "Sự phát sinh và phát triển của dữ kiện khoa học" (1935), đã báo hiệu trước nhiều chủ đề của STS. Trong những năm 1970, Elting E. Morison thành lập chương trình STS tại Viện Công nghệ Massachusetts (MIT), và trở thành một hình mẫu. Tới năm 2011, ước tính có 111 trung tâm nghiên cứu và đào tạo về khoa học và công nghệ luận trên toàn thế giới.

### Chủ đề
- Lịch sử của công nghệ, khảo sát công nghệ trong bối cảnh lịch sử và xã hội của nó. Bắt đầu từ những năm 1960, một vài nhà sử học khảo sát thuyết quyết định luận công nghệ, một học thuyết có thể gây ra sự thụ động của công chúng đối với sự phát triển "tự nhiên" của khoa học và công nghệ. Đồng thời, một vài nhà sử học đã bắt đầu phát triển cách tiếp cận tương tự như vậy với lịch sử của y học.
- Lịch sử và triết học của khoa học (thập niên 1960). Sau khi tác phẩm nổi tiếng của Thomas Kuhn's Cấu trúc của các cuộc cách mạng khoa học (1962) được xuất bản, giải thích thay đổi trong lý thuyết khoa học với những thay đổi trong hệ hình trí tuệ cơ sở, một chương trình nghiên cứu hợp nhất đã được thành lập tại Đại học California, Berkeley và các nơi khác đã mang các nhà sử học về khoa học và triết học về khoa học đến với nhau.
- Khoa học, công nghệ và xã hội. Từ giữa đến cuối thập niên 1960, phong trào xã hội của sinh viên và giới khoa bảng ở Mỹ, Anh, và Châu Âu, các trường đại học đã giúp để khởi động một phạm vi của liên ngành mới lĩnh vực (như nghiên cứu nữ giới) đó đã nhìn thấy địa chỉ liên quan các chủ đề mà những chương trình truyền thống bỏ qua. Một phát triển như vậy là sự trỗi dậy của "khoa học công nghệ, và xã hội", chương trình đó cũng được—gần được biết đến bởi các STS từ viết tắt. Rút ra từ một loạt các nguyên tắc, bao gồm cả nhân loại học, lịch sử, khoa học chính trị, và xã hội học, các học giả ở những chương trình tạo ra chương trình đại học dành để khám phá những vấn đề lớn lên bằng khoa học và công nghệ. Không giống như các học giả ở khoa học nghiên cứu lịch sử của công nghệ, hoặc lịch sử và triết học của khoa học, và họ đã có nhiều khả năng để xem mình như hoạt động làm việc cho thay đổi hơn là vô tư, "tháp ngà" nhà nghiên cứu. Như một ví dụ về những thôi thúc cải cách, các học giả nữ quyền và nổi lên STS khu vực giải quyết mình để loại trừ nữ giới khỏi khoa học kỹ thuật.
- Khoa học, và nghiên cứu chính sách xuất hiện trong những năm 1970 từ cùng mối quan tâm thúc đẩy những người sáng lập của "khoa học, công nghệ và xã hội": Một cảm giác rằng, khoa học và công nghệ đã được phát triển trong những cách mà là ngày càng mâu thuẫn với lợi ích cao nhất của công chúng. Phong trào khoa học, công nghệ và xã hội cố gắng nhân văn hóa những người làm khoa học và công nghệ, tương lai, nhưng bộ môn này đã được tiếp cận khác nhau: Nó sẽ đào tạo sinh viên với các chuyên nghiệp, kỹ năng cần thiết để trở thành người hoạch định chính sách khoa học công nghệ. Một số chương trình nhấn mạnh đến phương pháp định lượng, và hầu hết những môn này cuối cùng đã được hấp thụ vào kỹ thuật hệ thống. Những người khác nhấn mạnh cách tiếp cận xã hội học và định tính; tìm thấy họ gần gũi nhất với các học giả ở khoa học, công nghệ và các bộ môn xã hội.

Trong những thập niên 1970 và 1980, các trường đại học hàng đầu ở Mỹ, Anh, và Châu Âu bắt đầu đưa các yếu tố khác nhau vào một chương trình liên bộ môn của STS. Ví dụ, trong thập niên 1970, Đại học Cornell phát triển một chương trình mới mà kết hợp khoa học luận và nghiên cứu định hướng chính sách với các sử gia và triết gia về khoa học và công nghệ. Mỗi chương trình phát triển các đặc điểm độc đáo theo sự biến đổi trong những thành phần, cũng như vị trí của chúng trong các trường đại học khác nhau. Ví dụ, chương trình STS của trường Đại học Virginia đã kết hợp nhiều học giả của một loạt lĩnh vực khác nhau (với thế mạnh riêng về lịch sử của công nghệ), tuy nhiên, tất cả cá phân khoa này dường như đều chia sẻ quan tâm đến đạo đức kỹ thuật vì vị trí của chương trình đặt trong các viện kỹ thuật.

### "Bước chuyển công nghệ" (và sau đó)
Một thời điểm quyết định sự phát triển của STS là giữa năm 1980 đã bổ sung thêm công nghệ luận để mở rộng thêm cho khoa học luận. Trong thập niên đó, hai tác phẩm xuất hiện lần lượt báo hiệu cái Steve Woolgar gọi là "bước ngoặt công nghệ": Hình dạng xã hội của công Nghệ (MacKenzie và Wajcman,1985) và Sự kiến tạo xã hội của các hệ thống công nghệ (Bijker, Hughes và Pinch, 1987). MacKenzie và Wajcman xuất bản một tuyển tập các bài viết xác nhận các ảnh hưởng của xã hội lên việc thiết kế công nghệ. Trong một bài báo chuyên đề, Trevor Pinch và Wiebe Bijker gắn liền tất cả tính chính thống của xã hội học về tri thức khoa học để giải thích sự phát triển này bằng cách chứng minh rằng xã hội học của công nghệ có thể tiến hành theo chính xác những tuyến lý thuyết và phương pháp luận được xác lập trong xã hội học về tri thức khoa học. Đây là nền tảng trí tuệ của lĩnh vực này, họ gọi là kiến tạo xã hội của công nghệ.
"Bước ngoặt công nghệ" làm cứng chắc mối liên hệ vốn ngầm ẩn giữa các ngành khoa học và công nghệ luận. Gần đây, khoa học và công nghệ luận có liên hệ tới sinh thái, thiên nhiên và vật liệu nói chung, nơi mà xã hội kỹ thuật và tự nhiên/vật liệu sản sinh lẫn nhau. Đây là đặc biệt rõ ràng trong công việc trong phân tích khoa học công nghệ luận về y sinh (như Carl May, Mohamed Mol, Nelly Oudshoorn, và Andrew Webster) và can thiệp sinh thái (như Bruno Latour, Sheila Jasanoff, Matthias Gross, S. Lochlann Jain, và Kyo Lachmund).

## Hiệp hội chuyên nghiệp
STS có nhiều hiệp hội chuyên ngành.
Thành lập năm 1975, Hiệp hội nghiên cứu xã hội về Khoa học, lúc đầu đã cung cấp điều kiện cho trao đổi học thuật, qua một tạp chí của Hiệp hội (Khoa học, công nghệ và giá trị con người) và hàng năm các cuộc họp đã được tổ chức chủ yếu là sự tham dự của các học giả khoa học luận. Kể từ đó, Hiệp hội đã phát triển thành hội chuyên nghiệp quan trọng nhất của các nhà khoa học và công nghệ luận trên toàn thế giới. Thành viên của Hiệp hội cũng bao gồm các quan chức chính phủ và công nghiệp có liên quan với nghiên cứu và phát triển, cũng như chính sách khoa học và công nghệ, các nhà khoa học và kỹ sư, những người muốn hiểu rõ hơn về sự gắn kết xã hội trong hoạt động chuyên môn của họ, và những công dân có quan tâm tới tác động của khoa học và công nghệ trong cuộc sống của họ. Đã có đề xuất thêm chữ "công nghệ" vào tên Hiệp hội để phản ánh trạng thái dẫn đầu của hiệp hội trong STS, nhưng có vẻ tên cũ đã đủ dài rồi.
Ở Châu Âu, Hiệp hội khoa học và công nghệ luận Châu Âu (EASST) được thành lập năm 1981, "thúc đẩy trao đổi, giao lưu và sự hợp tác trong lĩnh vực STS". Tương tự, Liên hiệp hội các trường đại học Châu Âu về khoa học, công nghệ và xã hội (ESST) nghiên cứu về khoa học và công nghệ trong xã hội cả về phương diện lịch sử và cả theo quan điểm hiện tại.
Ở châu Á nhiều STS hiệp hội tồn tại.
Tại Nhật Bản, xã Hội Nhật cho Khoa học và công Nghệ Nghiên cứu (JSSTS) được thành lập ở năm 2001. Thái Bình Dương châu Á Khoa học công Nghệ Và xã Hội Mạng (APSTSN) chủ yếu đã thành viên từ Úc, Đông nam và Đông và Đại dương.
Ở Mỹ la ESOCITE (Estudios xã hội de la Ciencia y la Về) là các hiệp hội lớn nhất của Khoa học và công Nghệ. Những nghiên cứu của STS (CyT ở tây ban nha, CT trong tiếng bồ đào nha) đây là hình của tác giả, như Lcar Mai và Jorge Bảy y Oscar Varsavsky ở Argentina, José trở thành vua Tập ở Brazil, Miguel Wionczek ở Mexico, Francisco Sagasti ở Peru, Máximo Halty nổi tiếng ở Uruguay và Marcel Roche ở Venezuela.
Được thành lập từ năm 1958, xã Hội trong lịch Sử của công Nghệ ban đầu thu hút từ các thành viên lịch sử nghề người đã lợi ích trong những cảnh lịch sử của công nghệ. Sau khi "chuyển sang nghệ" vào giữa thập niên 1980, của xã hội cũng như coi tạp chí (công Nghệ và văn Hóa) và nó bắt đầu cuộc họp hàng năm để thu hút sự quan tâm đáng kể từ không sử với công trình nghiên cứu lợi ích.
Ít xác định với STS, nhưng cũng quan trọng đối với nhiều STS các học giả ở mỹ, CHÚNG là những lịch Sử của Khoa học xã Hội, Triết lý của Hiệp hội Khoa học, và Hiệp hội Mỹ cho các lịch Sử của Y học.
Ngoài ra, trong CHÚNG ta có sự STS-hướng quan tâm đặc biệt, nhóm trong chính kỷ luật hội, kể cả người Mỹ Nhân loại học, Hội, các người Mỹ Khoa học chính Trị Hiệp hội, các Quốc gia Nghiên cứu Phụ nữ Hiệp hội, và các người Mỹ xã hội Hiệp hội.

## Tạp chí
Social Studies of Science; Science, Technology & Human Values; Science & Technology Studies; Engaging Science, Technology, and Society; Catalyst: Feminism, Theory, Technoscience; Technology in Society; Research Policy; Minerva: A Journal of Science, Learning and Policy; Science, Technology and Society; Science as Culture; IEEE Technology and Society Magazine; Technology and Culture; and Science and Public Policy
Sinh viên, các tạp chí trong STS bao gồm: Giao nhau: Stanford Tạp chí của Khoa học và xã Hội tại Stanford; DEMESCI: Quốc tế, Tạp chí của thảo luận cơ Chế trong Khoa học, "Khoa học Trong xã Hội Xét: Một sản Xuất của Ba Xoắn" ở Cornell, và Tổng hợp: Một Đại học Tạp chí của lịch Sử của Khoa học ở Harvard.

## Khái niệm quan trọng

### STS xã hội xây dựng
Xã hội công trình xây dựng là con người tạo ra những ý tưởng, các đối tượng, và sự kiện được tạo ra bởi một loạt các lựa chọn và tương tác. Những tương tác này có hậu quả đó thay đổi nhận thức rằng, nhóm người khác nhau có những cấu trúc. Một số ví dụ của xã hội xây dựng bao gồm lớp, cuộc đua, tiền, và có quyền công dân.
Sau cũng ám chỉ đến các khái niệm rằng không phải tất cả mọi thứ được lập một hoàn cảnh hoặc kết quả khả năng có thể là một cách này hay cách khác. Theo các bài viết "Xã hội là Gì xây Dựng?" bởi Laura, "Xã hội xây dựng công việc là quan trọng của tình trạng hiện tại. Xã hội constructionists về X có xu hướng giữ rằng:
1. X không cần phải có tồn tại, hay không cần phải ở tất cả vì nó được. X, hoặc X như nó là hiện tại, không được quyết định bởi sự tự nhiên của sự vật, nó không phải là không thể tránh khỏi

Rất thường xuyên họ đi xa hơn, và mong rằng:
1. X là khá xấu như nó.
2. Chúng ta sẽ có nhiều hơn nếu như X đã thực hiện đi với, hoặc ít nhất là thay đổi hoàn toàn."

Trong quá khứ, đã có quan điểm mà được coi là thực tế cho đến khi được gọi để hỏi do phần giới thiệu của các kiến thức mới. Vậy quan điểm bao gồm các khái niệm quá khứ của một mối tương quan giữa thông minh và bản chất của một con người dân tộc hoặc cuộc đua (X không thể ở tất cả vì nó là).
Một ví dụ của sự tiến hóa và tương tác của các công trình xã hội trong vòng khoa học và công nghệ có thể được tìm thấy trong sự phát triển của cả hai the high-bánh xe đạp, hay cái xe đạp, và sau đó của xe đạp. Những cái xe đạp được sử dụng rộng rãi trong những thứ hai nửa của thế kỷ 19. Thứ hai nửa của thế kỷ 19, một xã hội cần đầu tiên đã được công nhận cho một hiệu quả hơn và nhanh chóng phương tiện vận chuyển. Do đó những cái xe đạp đầu tiên đã được phát triển trong đó đã có thể vươn tịnh vận tốc hơn nhỏ hơn, không hướng xe đạp của ngày, bằng cách thay thế bánh trước với một bán kính lớn hơn bánh xe. Một đáng chú ý đổi một số giảm ổn định dẫn đến một nguy cơ rơi xuống. Này thương mại-tắt dẫn đến nhiều người đi vào tai nạn mất cân bằng, trong khi đi xe đạp, hay là ném qua xử lý quán bar.
Đầu tiên, "xã hội xây dựng" hoặc tiến bộ của cái xe đạp gây ra sự cần thiết cho một mới "xã hội xây dựng" được công nhận và phát triển thành một an toàn hơn xe đạp thiết kế. Do đó những cái xe đạp được rồi phát triển thành những gì bây giờ là thường được gọi là "xe" để phù hợp trong xã hội mới của "xã hội xây dựng, xây dựng" mới tiêu chuẩn cao hơn xe an toàn. Vì vậy, sự phổ biến của việc hiện đại hướng xe đạp thiết kế ra như một phản ứng đầu tiên của xã hội xây dựng ban đầu cần tốc độ lớn hơn, mà đã gây ra the high-bánh xe được thiết kế ở nơi đầu tiên. Sự phổ biến của việc hiện đại hướng xe đạp thiết kế cuối cùng là kết thúc sự sử dụng rộng rãi trong những cái xe đạp riêng của mình, như cuối cùng nó đã được tìm thấy để thực hiện tốt nhất xã hội-cần/ xã hội-công trình của cả hai lớn hơn, tăng tốc độ và của an toàn hơn.

### Technoscience
Technoscience là một phần của công Nghệ, Khoa học, và nghiên cứu xã Hội, tập trung vào việc không thể tách rời kết nối giữa khoa học và công nghệ. Nó nói rằng lĩnh vực được liên kết với nhau và cùng nhau phát triển, và kiến thức khoa học đã yêu cầu một cơ sở hạ tầng của công nghệ để lại văn phòng phẩm hay di chuyển về phía trước. Cả hai phát triển công nghệ và khám phá khoa học lái xe một cách khác, đối với nhiều tiến bộ. Technoscience vượt trội trong hình suy nghĩ của con người và hành vi của mở khả năng mới mà dần dần hoặc nhanh chóng đến để được coi như là nhu yếu phẩm.

### Technosocial
"Công nghệ hành động là một quá trình xã hội." yếu tố Xã hội và công nghệ đang gắn bó với nhau như vậy mà họ đang phụ thuộc vào nhau. Này, bao gồm những khía cạnh rằng xã hội, chính trị và kinh tế yếu tố là vốn có trong công nghệ và đó là cơ cấu xã hội ảnh hưởng đến những gì công nghệ đang theo đuổi. Nói cách khác, "technoscientific hiện tượng kết hợp chặt chẽ với xã hội chính trị// kinh tế/hiện tượng tâm lý, vì vậy 'công nghệ' bao gồm một quang phổ của các cổ vật, kỹ thuật, tổ chức, và hệ thống." chiến Thắng mở rộng ý tưởng này bằng cách nói "ở cuối thế kỷ hai mươi công nghệ và xã hội, và công nghệ, nền văn hóa, nghệ và chính trị là không có phương tiện riêng."

#### Ví dụ
- Ford Pinto[11] – Ford bán và sản xuất Pinto trong những năm 1970. Một lỗ hổng trong những thiết kế ô tô của các phía sau xe tăng khí gây ra một vụ nổ bốc lửa khi tác động. Nổ thùng nhiên liệu bị giết và bị thương hàng trăm người. Tài liệu nội bộ các kết quả kiểm tra chứng minh Ford GIÁM đốc điều hành Lee Iacocca và kỹ sư đã nhận thức được những lỗ hổng. Các công ty quyết định bỏ qua cải thiện công nghệ của họ vì lợi nhuận điều khiển động cơ, nghiêm ngặt nội bộ kiểm soát, và sự cạnh tranh từ nước ngoài đối thủ cạnh tranh như Volkswagen. Ford thực hiện một phân tích lợi nhuận để xác định thay đổi Ford Pinto là khả thi. Một phân tích được thực hiện bởi Ford nhân viên lập luận chống lại một thiết kế mới bởi vì tăng chi phí. Nhân viên cũng được kiểm soát chặt chẽ của GIÁM đốc điều hành, những người vội vã Pinto qua dây chuyền sản xuất để tăng lợi nhuận. Ford cuối cùng đã thay đổi sau khi giám sát công cộng. Tổ chức an toàn sau đó ảnh hưởng tới công nghệ này bởi đòi hỏi khắt khe tiêu chuẩn an toàn cho xe có động cơ.
- DDT/độc tố – DDT là một thông thường và rất có hiệu quả thuốc trừ sâu được sử dụng trong những năm 1940 cho đến khi nó bị cấm trong những năm 1970. Nó đã được sử dụng trong Thế Chiến thứ 2 để chiến đấu côn trùng truyền bệnh nhân đó là điều cản trở thành viên quân sự và dân thường. Người dân và công ty sớm nhận ra khác lợi ích của DDT cho mục đích nông nghiệp. Rachel Carson trở nên lo lắng của lây lan rộng sử dụng sức khỏe cộng đồng và môi trường. Rachel Carson của cuốn sách mùa Xuân im Lặng để lại dấu ấn trên ngành công nghiệp bằng tuyên bố liên kết của DDT nhiều chứng bệnh nghiêm trọng như ung thư. Carson của cuốn sách đã bị chỉ trích từ công ty hóa chất, những người cảm thấy danh tiếng của họ và kinh doanh bị đe dọa bởi tuyên bố như vậy.. DDT cuối cùng đã được cấm bởi Hoa Kỳ Quan bảo Vệ Môi trường (EAP) sau một thời gian dài và gian khổ quá trình nghiên cứu những chất hóa học. Chính gây ra cho các loại của DDT là công quyết định rằng bất lợi nặng hơn tiềm năng nguy hại cho sức khỏe.
- Thiết bị lái tự động/máy tính hỗ trợ nhiệm vụ (Mèo) – Từ một điểm an ninh của xem những ảnh hưởng của làm một nhiệm vụ nhiều máy tính điều khiển được trong sự ủng hộ của tiến công nghệ bởi vì có rất ít thời gian phản ứng yêu cầu và tính toán lỗi so với một con người phi công. Do giảm lỗi và phản ứng lần chuyến bay trên trung bình sử dụng hệ thống lái tự động đã được chứng minh để được an toàn hơn. Vì vậy, các công nghệ có tác động trực tiếp trên người bằng cách tăng sự an toàn của họ, và xã hội ảnh hưởng đến công nghệ bởi vì người ta muốn được an toàn hơn vì vậy, họ đang liên tục cố gắng để cải thiện hệ thống lái tự động.
- Điện thoại di động – điện thoại Di động công nghệ nổi lên trong đầu những năm 1920 sau khi tiến bộ đã làm ở đài phát thanh công nghệ. Các kỹ sư tại Phòng thí nghiệm Bell, các nghiên cứu và phát triển phân AT&T phát hiện ra rằng tháp di động có thể truyền tải và nhận được tín hiệu đến từ nhiều hướng. Những khám phá của phòng Thí nghiệm Bell cách mạng hóa khả năng và kết quả của công nghệ di động. Công nghệ chỉ cải thiện khi dùng điện thoại di động có thể giao tiếp bên ngoài của một khu vực. Thế hệ đầu tiên điện thoại di động đầu tiên đã được tạo và bán của kitô. Điện thoại của họ là chỉ dành cho sử dụng trong xe. Thế hệ thứ hai điện thoại di động, khả năng tiếp tục cải thiện vì chuyển sang kỹ thuật số. Điện thoại đã nhanh hơn mà truyền thông nâng cao khả năng của khách hàng. Họ cũng đẹp hơn và cân nặng ít hơn cồng kềnh thế hệ đầu tiên công nghệ. Công nghệ tiên tiến tăng hài lòng của khách hàng và mở rộng các công ty điện thoại khách hàng. Ba thế hệ công nghệ thay đổi cách người tương tác với người khác. Bây giờ khách hàng có thể truy cập vào wifi, nhắn tin và các ứng dụng. Điện thoại di động đã ở nhập vào thứ tư thế hệ. Di động, và điện thoại di động một người và giao tiếp xã hội để thiết lập cấu xã hội hiện đại. Những người có ảnh hưởng đến sự phát triển của công nghệ này bằng cách đòi hỏi năng như màn hình lớn hơn, chạm vào khả năng, và internet tiếp cận.
- Internet – internet phát sinh bởi vì các nghiên cứu về song song giữa đại học khác nhau, các công ty, và ARPA (cơ Quan dự Án Nghiên cứu), một cơ quan của Bộ quốc Phòng. Nhà khoa học thuyết một mạng của máy tính kết nối với nhau. Máy tính khả năng đóng góp vào sự phát triển, và sự sáng tạo của các hiện đại ngày máy tính hay máy tính xách tay. Internet đã trở thành một người bình thường một phần của cuộc sống và kinh doanh, đến một mức độ như vậy mà liên Hiệp Quốc xem nó như là một cơ bản của con người đúng. Internet là trở nên lớn hơn, một cách là có nhiều thứ đang được chuyển vào thế giới kỹ thuật số do để cầu, ví dụ ngân hàng trực tuyến. Nó đã thay đổi một cách hầu hết mọi người đi về thói quen hàng ngày.

### Dân chủ thảo luận
Dân chủ thảo luận là một cải cách của đại diện hoặc trực tiếp nền dân chủ, mà nhiệm vụ thảo luận về chủ đề đó ảnh hưởng xã hội. Dân chủ thảo luận là một công cụ để đưa ra quyết định. Dân chủ thảo luận có thể được truy tìm lại tất cả những cách để tác phẩm của Aristotle. Gần đây, được đặt ra bởi Joseph Bessette trong năm 1980 làm việc Dân chủ thảo luận: Đa số nguyên Tắc trong đảng Cộng hòa chính Phủ, nơi hắn sử dụng những ý tưởng đối lập với sự chia cách giải thích của Hiến pháp Hoa Kỳ với nhấn mạnh vào công cuộc thảo luận.
Dân chủ thảo luận có thể dẫn đến nhiều hợp pháp đáng tin cậy, và đáng tin cậy kết quả. Dân chủ thảo luận cho phép "rộng phạm vi của công kiến thức," và nó đã được lập luận rằng điều này có thể dẫn tới "xã hội thông minh... và mạnh mẽ" khoa học. Một thiếu sót lớn của dân chủ thảo luận được rằng nhiều người mẫu chưa đủ bảo đảm quan trọng tương tác.
Theo Ryfe, có năm cơ chế nổi bật như là quan trọng đối với thành công thiết kế của dân chủ thảo luận:
- Quy tắc của quyền bình đẳng, văn minh, và inclusivity có thể nhắc thảo luận ngay cả khi chúng tôi, đầu tiên là để tránh nó.
- Câu chuyện neo thực tế, tổ chức kinh nghiệm và thấm nhuần một quy phạm cam kết với dân bản sắc và giá trị, và chức năng như một phương tiện cho khung thảo luận.
- Lãnh đạo cung quan trọng dấu hiệu để cá nhân trong thảo luận cài đặt, và có thể giữ nhóm trên một thảo luận theo dõi khi các thành viên của họ trượt vào thói quen và thói quen.
- Cá nhân có nhiều khả năng duy trì thảo luận lý luận khi họ có một phần trong các kết quả.
- Nghề dạy công dân để cố ý tốt. Chúng ta có thể làm tốt để tưởng tượng sự giáo dục như là một dạng nghề học tập, trong đó các cá nhân học cố ý làm nó trong buổi hòa nhạc với những người khác có tay nghề cao hơn trong các hoạt động.[12]

#### Tầm quan trọng của dân chủ thảo luận trong STS
Gần đây, đã có một di chuyển về phía minh bạch hơn trong lĩnh vực của mật và công nghệ. Jasanoff đi đến kết luận rằng đó không còn một câu hỏi của nếu có cần phải được tăng sự tham gia của công việc ra quyết định về khoa học và công nghệ, nhưng bây giờ có phải là cách để làm cho một ý nghĩa hơn chuyện giữa công và những phát triển những công nghệ.

#### Dân chủ thảo luận trong thực tế
Ackerman và Fishkin cung cấp một ví dụ về một cuộc cải tổ ở giấy của họ "thảo luận Ngày." Các thảo luận là để nâng cao công cộng sự hiểu biết của phổ biến phức tạp, và vấn đề gây tranh cãi, thông qua thiết bị như Fishkin của thảo luận bỏ Phiếu. mặc Dù thực hiện những cải cách này là không thể trong một chính phủ lớn tình hình như chính Phủ Hoa Kỳ. Tuy nhiên, điều tương tự như điều này đã được thực hiện ở địa phương, chính phủ, giống như New England thị trấn và làng mạc. New England tòa thị chính cuộc họp là một ví dụ tốt của dân chủ thảo luận trong một thực tế.
Một lý tưởng Dân chủ thảo luận cân bằng giọng nói và ảnh hưởng của tất cả những người tham gia. Trong khi chính, nhằm mục đích là để đạt được đồng thuận, một dân chủ thảo luận nên khuyến khích những giọng nói của những người phản đối, những mối quan tâm do để chắc chắn, và câu hỏi về giả định thực hiện bởi người khác tham gia. Nó phải mất thời gian của mình và bảo đảm rằng những người tham gia hiểu những chủ đề mà họ cuộc tranh luận. Độc lập, quản lý của cuộc tranh luận cũng nên có đáng kể nắm của các khái niệm thảo luận, nhưng phải "[vẫn còn] độc lập và vô tư như những kết quả của quá trình."

### Bi kịch của mảnh đất công
Năm 1968, Garrett los angeles biến cụm từ "bi kịch của ảnh." Nó là một lý thuyết kinh tế, nơi những người có lý hành động chống lại lợi ích tốt nhất của nhóm bằng cách tiêu thụ một tài nguyên. Kể từ đó, các bi kịch của commons đã được sử dụng để tượng trưng cho sự suy thoái của môi trường bất cứ khi nào nhiều cá nhân sử dụng một tài nguyên. Mặc dù Garrett los angeles không được một STS học giả, các khái niệm về bi kịch của commons vẫn áp dụng cho khoa học công nghệ và xã hội.
Trong một khung cảnh hiện đại, Internet hoạt động như một ví dụ của các bi kịch của commons thông qua việc khai thác số nguồn lực và thông tin cá nhân. Dữ liệu và internet mật khẩu có thể bị đánh cắp dễ dàng hơn nhiều so tài liệu vật lý. Ảo gián điệp gần như là miễn phí so với chi phí của vật lý, gián điệp. Ngoài ra, trung lập net có thể được coi như một ví dụ về bi kịch của commons trong một STS bối cảnh. Phong trào cho ròng trung lập luận rằng Internet không phải là một nguồn tài nguyên đó là thống trị bởi một nhóm đặc biệt, đặc biệt những với nhiều tiền để chi trên Internet.
Một phản ví dụ để các bi kịch của commons được cung cấp bởi Andrew Kahrl. Tư nhân có thể là một cách để đối phó với bi kịch của người commons. Tuy nhiên, Kahrl cho thấy rằng các tư nhân của bãi biển trên hòn Đảo Dài, trong một nỗ lực để chiến đấu lạm dụng Long Island bãi biển làm những cư dân của hòn Đảo Dài nhạy cảm hơn để lũ thiệt hại từ cơn Bão Cát. Tư nhân của những bãi biển mất khỏi sự bảo vệ được cung cấp bởi cảnh quan tự nhiên. Thủy triều vùng đất mà cung cấp tự bảo vệ đã được lấy và phát triển. Này, cố gắng để chống lại các bi kịch của commons bởi tư nhân đã phản tác dụng. Tư nhân thật sự phá hủy công tốt đẹp của tự nhiên bảo vệ khỏi cảnh quan.

### Thay thế hiện đại
Thay thế đại là một công cụ khái niệm thông thường sử dụng để đại diện cho nhà nước của cho xã hội phương tây. Hiện đại diện cho các chính trị và kết cấu xã hội của các xã hội, tổng giao tiếp diễn thuyết, và cuối cùng là một bức ảnh chụp của xã hội hướng tại một thời điểm. Rất tiếc thông thường hiện đại là không có khả năng các mẫu hướng thay thế cho tiếp tục phát triển trong xã hội của chúng tôi. Cũng khái niệm này là không hiệu quả phân tích tương tự, nhưng độc đáo xã hội hiện đại, như những người tìm thấy trong nền văn hóa đa dạng của sự phát triển thế giới. Vấn đề có thể tóm tắt vào hai nguyên tố: hướng nội thất bại để phân tích sự phát triển tiềm năng của một xã hội, và ra ngoài thất bại để mô hình văn hóa khác nhau và kết cấu xã hội và dự đoán của họ phát triển tiềm năng.
Trước đây, đại thực hiện một ý nghĩa của tình trạng hiện nay bị hiện đại, và sự tiến hóa của nó qua châu Âu, chủ nghĩa thực dân. Quá trình trở thành "đại" là tin xảy ra trong một tuyến tính, trước khi được xác định và được nhìn thấy bởi Philip Brey như là một cách để giải thích và đánh giá xã hội và hình văn hóa. Này, nghĩ rằng mối quan hệ với đại lý thuyết, các nghĩ rằng xã hội tiến từ "trước khi hiện đại," "đại" xã hội.
Trong lĩnh vực của khoa học và công nghệ, có hai chính ống kính nào đó để quan điểm hiện đại. Đầu tiên là như là một cách cho xã hội để xác định những gì nó muốn di chuyển theo hướng. Có hiệu lực, chúng ta có thể thảo luận về các khái niệm "thay thế hiện đại" (như mô tả bởi Andrew Feenberg) và đó của những chúng tôi muốn hướng tới. Ngoài ra, hiện đại có thể được sử dụng để phân tích các sự khác biệt giữa các nền văn hóa tương tác, cá nhân. Từ quan điểm này, thay thế tính hiện đại tồn tại cùng một lúc, dựa trên khác nhau văn hóa và mong đợi của xã hội của làm thế nào một xã hội (hoặc một cá nhân trong xã hội) nên chức năng. Bởi vì các loại khác nhau của tương tác trên nền văn hóa khác nhau, mỗi văn hóa sẽ có một khác biệt hiện đại.

### Tốc độ của sự đổi mới
Tốc độ của sự Đổi mới là tốc độ công nghệ mới hoặc tiến đang xảy ra, với các rõ nhất trường hợp quá chậm hay quá nhanh chóng. Cả những giá của sự đổi mới là cực và do đó có tác dụng trên những người khác để sử dụng công nghệ này.

### Không có sự đổi mới, không có đại diện
"Không có sự đổi mới, không có đại diện" là một dân chủ lý tưởng của đảm bảo rằng tất cả mọi người tham gia được một cơ hội để được đại diện khá trong sự phát triển công nghệ.
- Langdon chiến Thắng nói rằng nhóm xã hội và sở thích khả năng bị ảnh hưởng bởi một loại đặc biệt của công nghệ thay đổi phải là đại diện ở giai đoạn đầu trong xác định chính xác những gì mà công nghệ sẽ được. Đó là ý tưởng đó có liên quan bên đã nói trong sự phát triển công nghệ và không còn lại trong bóng tối.[19]
- Nói về Massimiano Bucchi[20]
- Lý tưởng này không cần làm để trở thành chuyên gia về các chủ đề của khoa học kỹ thuật, nó chỉ yêu cầu rằng ý kiến và ý tưởng được nghe trước khi đưa ra quyết định mạnh mẽ, như đã nói chuyện về Steven L. Goldman.[21]

### Các vị trí đặc quyền của doanh nghiệp và khoa học
Các đặc quyền vị trí của doanh nghiệp và khoa học tham khảo các độc quyền mà người trong các khu vực này giữ trong kinh tế, chính trị, và technosocial vấn đề. Các doanh nghiệp đã ra quyết định khả năng trong các chức năng của các xã hội, về cơ bản, lựa chọn gì mới công nghệ phát triển. Các nhà khoa học và công nghệ có thể có giá trị kiến thức, khả năng để theo đuổi công nghệ họ muốn. Họ tiến hành phần lớn mà không có sự giám sát công và nếu như họ có sự đồng ý của những người có khả năng bị ảnh hưởng bởi sự khám phá và sáng tạo.

### Di sản suy nghĩ
Di sản nghĩ là định nghĩa là được thừa kế một phương pháp của nghĩ áp đặt từ một nguồn bên ngoài mà không có sự phản đối của cá nhân, do thực tế là nó đã được chấp nhận bởi xã hội.
Di sản nghĩ có thể làm giảm khả năng lái công nghệ cho sự tiến bộ của xã hội của chói mắt mọi người để đổi mới đó không phù hợp với họ chấp nhận của xã hội hoạt động. Bằng cách chấp nhận ý tưởng mà không có câu hỏi mọi người, họ thường thấy tất cả các giải pháp đó mâu thuẫn với những chấp nhận ý tưởng như không thể hoặc không thực tế. Di sản nghĩ có xu hướng lợi dụng người giàu, người có phương tiện để dự án ý tưởng của họ về công chúng. Nó có thể được sử dụng bởi những người giàu có như một chiếc xe để lái xe công nghệ của họ lợi hơn cho điều tốt đẹp hơn.
Kiểm tra vai trò của công dân sự tham gia và đại diện chính trị cung cấp một ví dụ tuyệt vời của di sản suy nghĩ trong xã hội. Niềm tin rằng một người có thể tiêu tiền tự do để đạt được ảnh hưởng đã được phổ biến rộng rãi, dẫn đến nơi công cộng sự chấp nhận của công ty vận động hành lang. Như là một kết quả, một người tự thành lập vai trò chính trị đã được củng cố nơi công cộng không thực hiện quyền lực đảm bảo với họ bởi Hiến pháp đến mức tối đa. Điều này có thể trở thành một hàng rào để tiến bộ chính trị như tập đoàn người có vốn để dành có khả năng vận dụng tuyệt vời ảnh hưởng hơn mật. Di sản nghĩ tuy nhiên giữ dân số từ hành động để thay đổi điều này, mặc dù số phiếu bầu từ Harris tương Tác báo cáo đó hơn 80% của người Mỹ cảm thấy rằng việc kinh doanh lớn giữ quá nhiều quyền lực của chính phủ. vì Vậy, người Mỹ đang bắt đầu cố gắng để tránh xa dòng này của nghĩ từ chối di sản suy nghĩ, và đòi hỏi ít công ty, và nhiều hơn nữa, công cộng sự tham gia vào chính trị ra quyết định.
Ngoài ra, một cuộc kiểm tra của trung lập net chức năng như một tách dụ của di sản suy nghĩ. Bắt đầu với gọiinternet đã luôn luôn được xem như là một riêng sang trọng tốt. Internet hôm nay là một phần quan trọng của đại hội viên. Họ sử dụng nó vào và ra trong cuộc sống hàng ngày. các tập Đoàn có thể mislabel và rất nhiều quá tải cho các nguồn tài nguyên internet. Kể từ khi công chúng Mỹ là vì vậy, phụ thuộc vào internet có chút để cho họ làm. Di sản suy nghĩ đã giữ mô hình này theo dõi mặc dù phát triển, chuyển động cho rằng internet phải được coi là một tiện ích. Di sản nghĩ ngăn cản sự tiến bộ, vì nó đã được chấp nhận bởi những người khác trước khi chúng ta qua quảng cáo rằng internet là một sang trọng và không một tiện ích. Do áp lực từ phong trào các liên Bang Ủy ban Truyền thông (FCC) đã định nghĩa lại yêu cầu băng thông rộng và internet ở chung như một công cụ. bây Giờ, AT&T và các chính các nhà cung cấp internet đang vận động hành lang chống lại hành động này và đang trong lớn thể để chậm trễ sự khởi đầu của phong trào này do di sản nghĩ là kẹp trên nền văn hóa Mỹ và chính trị.
Ví dụ như, với những người không thể vượt qua được hàng rào của di sản nghĩ có thể không xem xét các tư nhân của nước sạch như một vấn đề. Này, một phần là do sự thật rằng quyền truy cập vào nước như vậy đã trở thành một thực tế của các vấn đề với họ. Cho một người sống trong trường hợp này, nó có thể được chấp nhận rộng rãi để không quan tâm đến bản thân mình với nước uống, bởi vì họ đã không cần phải quan tâm đến nó trong quá khứ. Ngoài ra, một người sống trong một khu mà không cần phải lo lắng về cung cấp nước của họ hoặc vệ sinh của cung cấp nước của họ là ít có khả năng để lo ngại với tư hữu hóa của nước.
Khái niệm này có thể được kiểm tra thông qua các thí nghiệm của "mạng che mặt của sự ngu dốt". Di sản nghĩ nguyên nhân những người đặc biệt không biết gì về ý nghĩa đằng sau "bạn có được những gì anh trả cho" tâm lý áp dụng cho một cuộc sống cần thiết. Bằng cách sử dụng "mạng che mặt của sự thiếu hiểu biết", người ta có thể vượt qua được hàng rào của di sản suy nghĩ như nó đã yêu cầu một người để tưởng tượng rằng họ không biết gì về hoàn cảnh riêng của họ, cho phép họ tự giải phóng mình từ bên ngoài áp đặt những suy nghĩ, hoặc rộng rãi chấp nhận ý tưởng.

#### Liên quan đến khái niệm
- Technoscience – Sự nhận thức rằng, khoa học và công nghệ đang gắn bó với nhau và phụ thuộc vào nhau.
- Technosociety[27] – Một phát triển trong công nghiệp xã hội với một phụ thuộc vào công nghệ.
- Công nghệ chủ nghĩa không tưởng – Một tích cực về hiệu quả công nghệ đã trên phúc lợi xã hội. Bao gồm nhận thức rằng công nghệ sẽ có một ngày cho phép xã hội để đạt được một nhà nước không tưởng.
- Technosocial hệ thống[28] – người dân và công nghệ mà kết hợp để làm việc như không đồng nhất nhưng chức năng cửa.

#### Phân loại
- Công nghệ lạc quan[29] – ý kiến công nghệ đó có ảnh hưởng tích cực đối với xã hội và sẽ được sử dụng để cải thiện phúc lợi của người.
- Công nghệ bi quan – ý kiến công nghệ đó có ảnh hưởng tiêu cực trong xã hội và nên khuyến khích từ sử dụng.
- Công nghệ trung lập – "duy trì rằng một công nghệ không có hệ thống tác động xã hội: cá nhân được coi là trách nhiệm cuối cùng để được tốt hơn hay tệ hơn, vì công nghệ chỉ đơn thuần là công cụ người sử dụng cho riêng mình kết thúc."
- Công nghệ định mệnh – "duy trì công nghệ được hiểu là chỉ đơn giản và trực tiếp gây ra đặc biệt xã hội kết quả."
- Tính khoa học[30] – niềm tin vào các tổng tách biệt của sự kiện và giá trị.
- Công nghệ progressivism – công nghệ là một phương tiện để kết thúc chính nó và một vốn đã tích cực theo đuổi.

## STS chương trình xung quanh thế giới
STS được dạy dỗ ở nhiều quốc gia. Theo STS wiki STS chương trình có thể được tìm thấy trong hai mươi quốc gia, bao gồm cả 45 chương trình tại Hoa Kỳ, ba chương trình ở Ấn Độ, và mười một chương trình ở ANH. STS chương trình có thể được tìm thấy ở Israel, Malaysia, và đài Loan. Một số ví dụ của tổ chức cung cấp cho STS chương trình Đại học Harvard, các trường Đại học Oxford, Mỏ Pháp, và Bar Ilan.

## Đường dẫn ngoài
- STSWiki Lưu trữ ngày 25 tháng 3 năm 2009 tại Wayback Machine (dành cho việc xây dựng lực, chẳng hạn là một danh sách của STS các chương trình và các học giả)
- STS-Wiki của (tiếng hòa lan) STS nghiên cứu trường Lưu trữ ngày 21 tháng 11 năm 2008 tại Wayback Machine (trang này là một phần tư wiki)
- Argentina Mạng cho Khoa học và công Nghệ Nghiên cứu
- Viện Estudios về la Ciencia y la Về - Đại học Quốc gia Argentina
- Xã hội Học của Khoa học
- Khoa Học Công nghệ, Và Giá Trị Con người
- Khoa Học Và Công nghệ Nghiên cứu
- Công nghệ trong xã Hội
- Chính Sách Nghiên cứu
- Vở kịch d'Anthropologie des Connaissances
- Minerva: Một Tạp chí của Khoa học, Học và Mật
- Khoa học công Nghệ và xã Hội Lưu trữ ngày 20 tháng 11 năm 2016 tại Wayback Machine
- Khoa học, văn Hóa
- Công nghệ và văn Hóa
- Khoa học và chính Sách Công
- Kỹ thuật, nghiên cứu
- Tecnoscienza. Ý Chí của Khoa học Và công Nghệ Nghiên cứu
- R công Nghệ và Tạp chí xã Hội Lưu trữ ngày 3 tháng 6 năm 2017 tại Wayback Machine
- Bắc âu Tạp chí của Khoa học và công Nghệ Nghiên cứu
- Paakat: tạp Chí de Về y Anh

#### Sinh viên, các tạp chí
- Giao nhau: Tạp chí của Khoa học và xã Hội, Stanford
- DEMESCI: Quốc tế, Tạp chí của thảo luận cơ Chế trong Khoa học

Bản mẫu:Khoa học, công nghệ và xã hội